# John Hiatt
John Hiatt (født 20. august 1952 i Indiana, USA) er en amerikansk rock, guitarist, pianist, sanger og sangskriver.
John Hiatt har inspireret mange andre musikere, bl.a. har Hanne Boel indsunget Don't Know Much About Love.
John Hiatt har aldrig opnået stjernestatus, men har gennem mange år haft en større og større tilhørerskarer, han benævnes som musikernes musiker.
Hiatt spillede i Amager Bio d. 17. oktober 2007, hvor han ene mand underholdt sit publikum med et bredt udvalg af sin sangskat, samt fortalte anekdoter fra sit liv. Blandt andet fortalte han, hvorledes LP'en "Bring the family" A&M records 395 158-2 blev til på kun 4 dage i samarbejde med Nick Lowe, Ry Cooder og Jim Keltner. Netop denne plade er et fint billede på Hiatt's fortællerkunst samt hans musikalske talent og er blevet en klassikker. Bonnie Raitt har indspillet Thing called Love fra pladen med stor succes.
Hiatt behersker flere instrumenter guitar, keyboard, og en af hans selvbiografiske tekster, "Stood up" fra Bring the Family, synger han netop til keyboard.